# Aichenstauden
Aichelstauden ist ein abgekommener Ort in der Katastralgemeinde von Auersthal in Niederösterreich.
Der Ort befand sich etwa 4 Kilometer südöstlich von Auersthal und soll im 15. Jahrhundert aufgegeben worden sein, nachdem er in vorangegangenen Kriegswirren schwer beschädigt wurde. Der Franziszeische Kataster von 1821 zeigt die Stelle des Ortes, die damals Oeden bezeichnet wurde, und die Fluren, die noch heute den Namen Eichstauden tragen.